# White Star Line
La White Star Line (Línia Estel Blanc) era una companyia naval de l'Oceanic Steam Navigation Company, una important companyia de navegació coneguda principalment per l'enfonsament d'un dels seus transatlàntics més famosos de la història, el Titanic.
Actualment l'únic vaixell de la White Star que encara existeix és el Nomadic.